# Bộ trưởng Lao động Hoa Kỳ
Bộ trưởng Lao động Hoa Kỳ (tiếng Anh: United States Secretary of Labor) là người lãnh đạo Bộ Lao động Hoa Kỳ, thực thi quyền kiểm soát bộ lao động, thi hành và đề nghị những luật lệ có liên quan đến liên đoàn lao động, nơi làm việc và tất cả các vấn đề khác có liên quan đến bất cứ hình thức gây tranh cãi nào giữa người lao động và doanh nghiệp.
Trước kia chỉ có một Bộ trưởng Thương mại và Lao động trông coi Bộ Lao động Hoa Kỳ và Bộ Thương mại Hoa Kỳ nhưng hiện nay Bộ Thương mại Hoa Kỳ có riêng một bộ trưởng lãnh đạo. Đã có 7 phụ nữ đã phục vụ trong tư cách Bộ trưởng Lao động Hoa Kỳ, hơn cả bất cứ một bộ nội các nào khác của Hoa Kỳ.
Bộ trưởng hiện tại là Lori Chavez-DeRemer, được Tổng thống Donald Trump đề cử và Thượng viện Hoa Kỳ biểu quyết xác nhận vào ngày 11 tháng 3 năm 2025.

## Danh sách các bộ trưởng Lao động Hoa Kỳ
| Thứ tự | Hình           | Tên                    | Quê nhà          | Nhậm chức            | Rời chức             | Dưới thời tổng thống                            |
| ------ | -------------- | ---------------------- | ---------------- | -------------------- | -------------------- | ----------------------------------------------- |
| 1      | Wilson         | William B. Wilson      | Pennsylvania     | 6 tháng 3 năm 1913   | 4 tháng 3 năm 1921   | Woodrow Wilson                                  |
| 2      | Davis          | James J. Davis         | Pennsylvania     | 5 tháng 3 năm 1921   | 30 tháng 11 năm 1930 | Warren Harding, Calvin Coolidge, Herbert Hoover |
| 3      | Doak           | William N. Doak        | Virginia         | 9 tháng 12 năm 1930  | 4 tháng 3 năm 1933   | Herbert Hoover                                  |
| 4      | Perkins        | Frances Perkins        | New York         | 4 tháng 3 năm 1933   | 30 tháng 6 năm 1945  | Franklin Roosevelt, Harry Truman                |
| 5      | Schwellenbach  | Lewis B. Schwellenbach | Washington       | 1 tháng 7 năm 1945   | 10 tháng 6 năm 1948  | Harry Truman                                    |
| 6      | Tobin          | Maurice J. Tobin       | Massachusetts    | 13 tháng 8 năm 1948  | 20 tháng 1 năm 1953  | Harry Truman                                    |
| 7      | Durkin         | Martin P. Durkin       | Illinois         | 21 tháng 1 năm 1953  | 10 tháng 9 năm 1953  | Dwight Eisenhower                               |
| 8      | Mitchell       | James P. Mitchell      | New Jersey       | 9 tháng 10 năm 1953  | 20 tháng 1 năm 1961  | Dwight Eisenhower                               |
| 9      | Goldberg       | Arthur Goldberg        | Đặc khu Columbia | 21 tháng 1 năm 1961  | 20 tháng 9 năm 1962  | John Kennedy                                    |
| 10     | Wirtz          | W. Willard Wirtz       | Illinois         | 25 tháng 9 năm 1962  | 20 tháng 1 năm 1969  | John Kennedy, Lyndon Johnson                    |
| 11     | Shultz         | George Shultz          | Illinois         | 22 tháng 1 năm 1969  | 1 tháng 7 năm 1970   | Richard Nixon                                   |
| 12     | Hodgson        | James D. Hodgson       | California       | 2 tháng 7 năm 1970   | 1 tháng 2 năm 1973   | Richard Nixon                                   |
| 13     | Brennan        | Peter J. Brennan       | New York         | 2 tháng 2 năm 1973   | 15 tháng 3 năm 1975  | Richard Nixon, Gerald Ford                      |
| 14     | Dunlop         | John Thomas Dunlop     | Massachusetts    | 18 tháng 3 năm 1975  | 31 tháng 1 năm 1976  | Gerald Ford                                     |
| 15     | Usery          | W. J. Usery Jr.        | Georgia          | 10 tháng 2 năm 1976  | 20 tháng 1 năm 1977  | Gerald Ford                                     |
| 16     | Marshall       | Ray Marshall           | Texas            | 27 tháng 1 năm 1977  | 20 tháng 1 năm 1981  | Jimmy Carter                                    |
| 17     | Donovan        | Raymond J. Donovan     | New Jersey       | 4 tháng 2 năm 1981   | 15 tháng 3 năm 1985  | Ronald Reagan                                   |
| 18     | Brock          | William E. Brock       | Tennessee        | 29 tháng 4 năm 1985  | 31 tháng 10 năm 1987 | Ronald Reagan                                   |
| 19     | McLaughlin     | Ann Dore McLaughlin    | Đặc khu Columbia | 17 tháng 12 năm 1987 | 20 tháng 1 năm 1989  | Ronald Reagan                                   |
| 20     | Dole           | Elizabeth Dole         | Kansas           | 25 tháng 1 năm 1989  | 23 tháng 11 năm 1990 | George H. W. Bush                               |
| 21     | Martin         | Lynn Morley Martin     | Illinois         | 22 tháng 2 năm 1991  | 20 tháng 1 năm 1993  | George H. W. Bush                               |
| 22     | Reich          | Robert Reich           | California       | 22 tháng 1 năm 1993  | 10 tháng 1 năm 1997  | Bill Clinton                                    |
| 23     | Herman         | Alexis Herman          | Alabama          | 1 tháng 5 năm 1997   | 20 tháng 1 năm 2001  | Bill Clinton                                    |
| 24     | Chao           | Elaine Chao            | Kentucky         | 29 tháng 1 năm 2001  | 20 tháng 1 năm 2009  | George W. Bush                                  |
| 25     | Solis          | Hilda Solis            | California       | 24 tháng 2 năm 2009  | 22 tháng 1 năm 2013  | Barack Obama                                    |
| 26     | Perez          | Tom Perez              | Maryland         | 23 tháng 7 năm 2013  | 20 tháng 1 năm 2017  | Barack Obama                                    |
| 27     | Acosta         | Alex Acosta            | Florida          | 28 tháng 4 năm 2017  | 19 tháng 7 năm 2019  | Donald Trump                                    |
| 28     | Scalia         | Eugene Scalia          | Virginia         | 30 tháng 9 năm 2019  | 20 tháng 1 năm 2021  | Donald Trump                                    |
| 29     | Walsh          | Marty Walsh            | Massachusetts    | 23 tháng 3 năm 2021  | 11 tháng 3 năm 2023  | Joe Biden                                       |
| 30     | Chavez-DeRemer | Lori Chavez-DeRemer    | Oregon           | 11 tháng 3 năm 2025  | Đương nhiệm          | Donald Trump                                    |

## Danh sách các cựu bộ trưởng lao động còn sống
- Ray Marshall
- Raymond J. Donovan
- William E. Brock
- Ann McLaughlin
- Elizabeth Dole
- Lynn Martin
- Robert Reich
- Alexis Herman
- Elaine Chao
- Hilda Solis
- Tom Perez
- Alex Acosta
- Eugene Scalia
- Marty Walsh